# Lotyšská elitní florbalová liga (mužský florbal)
Lotyšská elitní florbalová liga mužů (Lotyšsky: Latvijas vīriešu florbola virslīga), (podle sponzora také Elvi Floorball League) je nejvyšší mužskou florbalovou soutěží mužů v Lotyšsku.

## Systém soutěže
V základní části hraje každý tým, s každým dva zápasy proti sobě, jeden doma a jeden venku. Po skončení základní části prvních 8 týmů postoupí do play-off. Pořadí po základní části určuje soupeře, se kterým tým hraje v play–off. Čtvrtfinále a semifinále je hrané na čtyři vítězná utkání. Finále je hrané na jeden zápas tzv. Superfinále, které se hraje v neutrální hale. Od sezony 2015/16 se finále hraje pravidelně v Aréně Riga.[zdroj?] Poslední tým tabulky sestupuje přímo do nižší soutěže.

## Aktuální kluby
V sezóně 2025/2026:
- Lielvārde/Fatpipe
- FS Masters/Ulbroka
- Irlava
- Lekrings
- Rubene
- FBK Valmiera
- FBK SĀC
- RTU/Rockets
- Talsu
- FK Bauska

## Předchozí vítězové
- Tučně jsou zvýrazněny kluby, aktuálně hrající v soutěži

| Klub               | Počet titulů | Vítězné roky                                   |
| ------------------ | ------------ | ---------------------------------------------- |
| Lekrings           | 8            | 1994, 1995, 1996, 2009, 2013, 2014, 2015, 2022 |
| Ķekava/RB&B        | 5            | 1998, 2000, 2001, 2003, 2004                   |
| FS Masters Ulbroka | 4            | 2017, 2018, 2024, 2025                         |
| Lielvārde/FatPipe  | 4            | 2012, 2016, 2019, 2023                         |
| Rubene             | 3            | 2002, 2005, 2021                               |
| Lauku Avīze/LU     | 3            | 2006, 2007, 2008                               |
| RTU/Rockets        | 2            | 2010, 2011                                     |
| Rēzeknes Maiznieks | 1            | 1999                                           |
| Līgatne            | 1            | 1997                                           |

[zdroj?]